# Chasiempis
Chasiempis – rodzaj ptaków z rodziny monarek (Monarchidae).

## Zasięg występowania

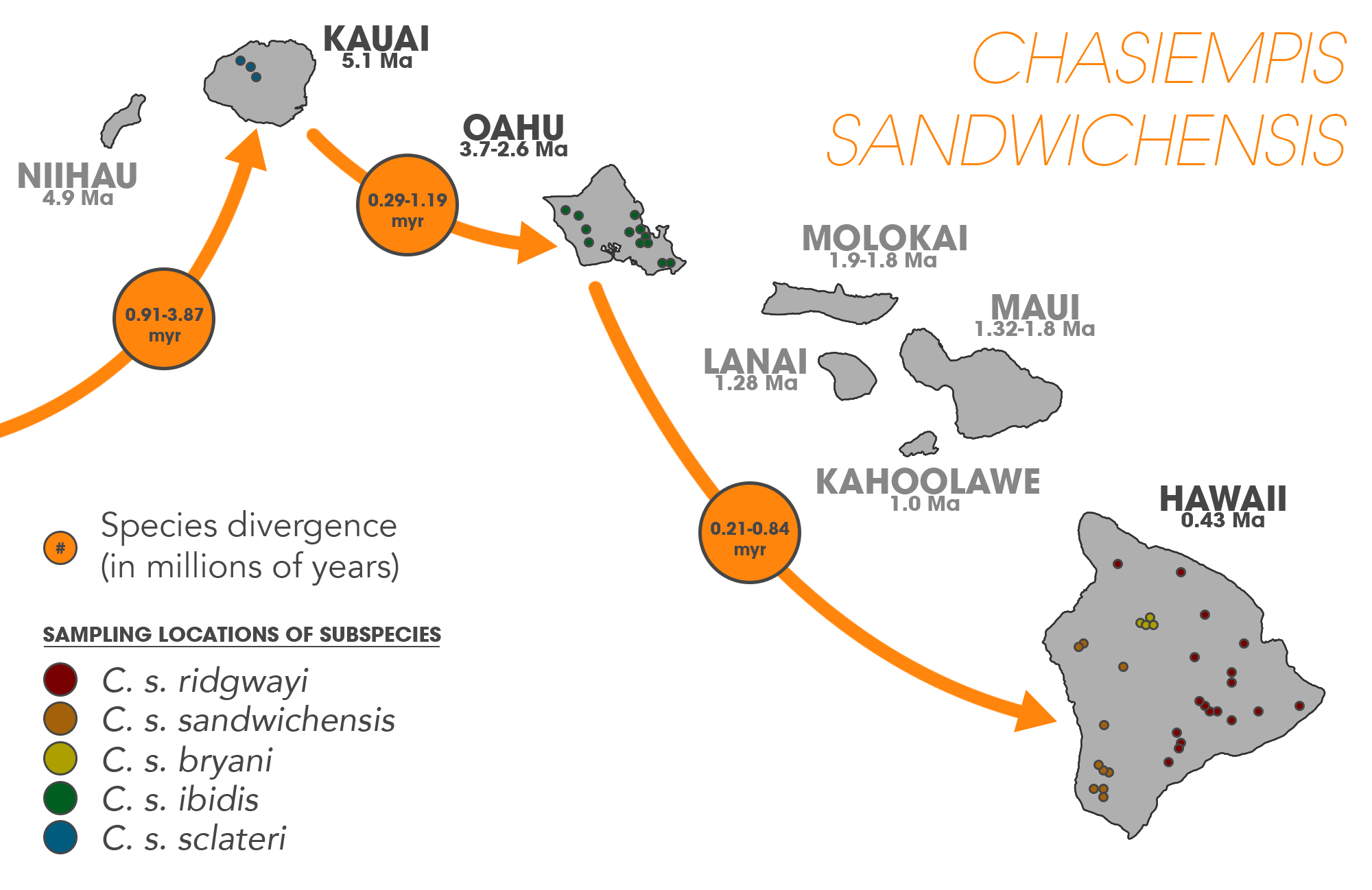
Sukcesywna kolonizacja i specjacja podgatunków Chasiempis sandwichensis (oznaczona pomarańczowymi strzałkami) wraz z okresami różnicowania i wiekiem geologicznym wysp

Rodzaj obejmuje gatunki występujące na Hawajach.

## Morfologia
Długość ciała 14–16 cm; masa ciała 11–18 g (samce są średnio o ok. 10% większe niż samice).

## Systematyka
Rodzaj zdefiniował w 1847 roku niemiecki ornitolog Jean Cabanis na łamach „Archiv für Naturgeschichte”. Jako gatunek typowy Cabanis wyznaczył hawajczyka rdzawoczelnego (Ch. sandwichensis).

### Etymologia
Chasiempis (Chasiempsis, Chasciempis): gr. χαινω khainō „otwierać się szeroko, trwać z szeroko otwartymi ustami”; εμπις empis, εμπιδος empidos „moskit, komar”.

### Podział systematyczny
Do rodzaju należą następujące gatunki:
- Chasiempis sclateri Ridgway, 1882 – hawajczyk białobrody
- Chasiempis ibidis Stejneger, 1887 – hawajczyk czarnogardły
- Chasiempis sandwichensis (J.F. Gmelin, 1789) – hawajczyk rdzawoczelny